# System Comstocka-Needhama

System Comstocka-Needhama – w entomologii przyjęty sposób numeracji i zapisu żyłkowania skrzydeł owadów, opracowany przez Johna H. Comstocka i George'a Needhama w 1898. Teoria wyjaśniająca rzekome powstawanie żyłek została potem obalona przez Frederica Charlesa Frasera, ale system Comstocka-Needhama pozostał w użyciu.
Główne żyłki przebiegające wzdłuż osi skrzydła owada mają, w systemie Comstocka-Needhama, różne nazwy; idąc w kierunku od przodu do tyłu:
- C (costa) – żyłka żebrowa (kostalna)
- Sc (subcosta) – żyłka podżebrowa (subkostalna)
- R (radius) – żyłka promieniowa
- M (media) – żyłka średnia (medialna)
- Cu (cubitus) – żyłka łokciowa (kubitalna)
- A (anal) – żyłka analna